# 霹靂嬌鋒
是一部2019年上映的韩国犯罪喜剧动作片，融入詼諧幽默的方式講述網路性犯罪社會事件，探討散播與偷拍不雅影片的社會結構性犯罪問題。這是導演鄭多元執導的首部商業電影，由羅美蘭、李聖經、尹相鉉、崔秀英領銜主演，2019年5月9日於韓國上映，台灣上映時間2019年8月16日，香港上映時間2019年9月19日。

## 劇情概要
某天，一名前往城山警局便民窗口部欲報案的女學生（朴素恩 飾演），而後因心生害怕逃跑至警局門口前闖入汽車道企圖自殺…從報案學生遺落下的手機裡發現偷拍性犯罪的影片與散播不雅影片的色情網站。送醫後發現血液裡殘留巴比妥、甲丙氨酯等(嗎啡與海洛因成份)藥物迷姦女性並拍攝影片散播至網路，導致多位受害女性選擇自縊。發現利用藥物偷拍不雅影片、交易虛擬貨幣、以販毒獲取金錢的組織式犯罪行為，從刑警大隊、網路警察、婦幼隊皆以「人力不足」、「難以蒐證」等理由推託以致無一警隊願意積極調查，表揚無數的前任女警美英（羅美蘭 飾演）與新人女警亦是小姑的智慧（李聖經 飾演），決定聯手私下調查幕後黑手。

## 演員陣容

### 主要人物
- 羅美蘭 飾演 朴美英，現任城山警局便民窗口部門主務官，婚前為女刑警機動隊。
- 李聖經 飾演 趙智慧，美英的小姑，現任重案三組組員，犯錯被懲戒至城山警局便民窗口擔任助理。

### 其他人物
- 尹相鉉 飾演 趙志哲，美英的丈夫，智慧的哥哥。
- 崔秀英 飾演 楊薔薇，現任城山警局網路便民窗口，負責交通罰單，是一名電腦駭客高手。
- 廉惠蘭 飾演 朱燦玉，現任城山警局便民窗口部門室長。
- 魏化儁 飾演 鄭宇俊
- 朱宇宰 飾演 李菲利，常春藤出身的理工天才。
- 姜洪錫 飾演 郭容錫
- 金道烷 飾演 成燦英
- 韓成天（朝鲜语：한성천） 飾演 郭警官，現任重案三組組員。
- 全錫浩 飾演 吳警官，現任重案三組組員。
- 趙炳圭 飾演 現任重案三組組員
- 安昌煥 飾演 姜尚斗
- 曹慧朱 飾演 秀彬，瑞珍的同學。
- 朴素恩（朝鲜语：박소은） 飾演 瑞珍，報案女學生，不雅影片受害者。
- 李貞敏 飾演 蔡淑姬
- 蘇熙靜 飾演 瑞珍的母親
- 河正宇 飾演 汽車旅館櫃台人員
- 安宰弘 飾演 夜店門口的大塊頭
- 裴侑藍 飾演 氣球高中生之一
- 林賢成 飾演 網路搜查隊警察
- 金玟鏡 飾演 女青科警察
- 玉子妍 飾演 新太平洋自殺案件受害女性
- 徐錫圭（朝鲜语：서석규） 飾演 事故火車司機
- 薛昌熙（朝鲜语：설창희） 飾演 瑞珍的主治醫生
- 阿努帕姆·特里帕蒂 飾演 阿拉伯隨從

### 友情出演
- 李蕊 飾演 趙智慧（童年）

### 特別出演
- 成東鎰 飾演 現任重案三組組長

## 製作

### 拍攝
電影《霹靂嬌鋒》在2018年7月5日開鏡，9月27日結束拍攝。

## 票房
依據韓國電影振興委員會資訊，2019年5月26日《霹靂嬌鋒》觀影人次突破150萬人，已達成盈虧平衡點。27日韓國發行商宣佈《霹靂嬌鋒》將在北美、印尼、越南、臺灣、香港、汶萊、菲律賓、日本等上映。

### 
首映當日觀影人次累計為8萬05百人次，首週觀影人次累計為80萬人次；次週觀影人次累計為134萬人次；第三週觀影人次累計為160萬人次；第四週觀影人次累計為162萬人次，最終觀影人次累計為162萬9378人次

### 臺灣
首週票房為新台幣3萬3970元；最終票房累計至新台幣5萬2650元。臺灣發行商僅排一家戲院限定期間上映。因原先預計僅在臺灣線上串流影音平台上架。

### 北美
票房10萬4578美金。。

## 電視劇改編
2019年10月25日，OCN宣佈將改編該片製作成電視劇定檔於2020年播出。

## 獎項
| 年份   | 頒獎典禮             | 獎項           | 入圍者 | 結果 |
| ------ | -------------------- | -------------- | ------ | ---- |
| 2019年 | 第40屆青龍電影獎     | 最佳新人女演员 | 崔秀英 | 提名 |
| 2019年 | 第24屆春史國際電影節 | 特別人氣獎     | 李聖經 | 獲獎 |

## 外部連結
- NAVER上《霹靂嬌鋒》的資料
- Daum上《霹靂嬌鋒》的資料

- 韩国电影数据库（KMDb）上《霹靂嬌鋒》的資料
- 開眼電影網上《霹靂嬌鋒》的資料（繁體中文）
- Yahoo奇摩電影上《霹靂嬌鋒》的資料（繁體中文）
- 互联网电影数据库（IMDb）上《霹靂嬌鋒》的资料（英文）
- 爛番茄上《霹靂嬌鋒》的資料（英文）
- Box Office Mojo上《霹靂嬌鋒》的資料（英文）
- 豆瓣电影上《霹靂嬌鋒》的資料 （简体中文）